# Aarhus Havn (dokumentarfilm)
Aarhus Havn er en dansk dokumentarisk optagelse fra 1919.

## Handling
Der er fuld aktivitet på havnen i Aarhus. Damperen SS "Sigrun" af Kjøbenhavn ligger til kaj og lystsejlere, fiskekuttere og sejlskibe er på vej ind i havnen. Et af skibene sejler under en jernbanebro, hvor et godstog med fisk passerer forbi. En ung mand laver mad på en af fiskekutterne. En lystsejler med to unge mænd er kæntret, og de prøver ihærdigt at forhindre båden i at synke. Trods sagens alvor ser de to unge mænd ud til at more sig. Morskaben fortsætter i havnen, hvor der er fest med halløj og vandgang. En mand og en dame sidder i en båd, de begynder at "skændes" og falder i vandet.
Der bliver klippet til Refshaleøen i København, hvor der er brand på et skib. Brandmænd med dampbrand- og hestesprøjte kommer skibet til undsætning. Derefter klippes der tilbage til Aarhus Havn, hvor en passagerbåd ankommer. Passagererne på skibet går i land og bliver budt velkommen af slægt og venner.